# Église San Peyre (Stroppo)
L'église San Peyre de Stroppo (en italien Chiesa di San Peyre a Stroppo) est un édifice religieux dédié aux saints Pierre et Paul, situé à Stroppo, une commune de la province de Coni dans le Piémont.

## Histoire
L'église, située au-dessus d'un éperon rocheux à une altitude de 1 233 m, constitue un des édifices les plus anciens de la vallée.
Elle a été construite entre les XIIe et XIIIe siècles et partage la fonction de paroisse avec l'église San Giovanni Battista al Paschero jusqu'en 1825, année de la suppression du titre à la suite de l’abolition  du cimetière contigu.

## Extérieur
L'extérieur est caractérisé par une simple façade « à cabane », le toit en lauze, le petit clocher à voile et quelques ouvertures dans les murs. Au-dessus et à l'endroit de l'ancien cimetière se trouve le campanile gothique à cuspide octogonale.
Le portail est constitué par de grands blocs de pierre, surmonté par un grand arc roman à plein-cintre. Sur un des blocs est gravée une date contestée car le second chiffre est illisible (1092, 1292, 1492). Néanmoins il est probable que le bloc ait été ajouté ultérieurement à l'édifice donc inutile pour la datation.

## Intérieur
L'intérieur est à trois nefs. La centrale, la plus grande comporte une couverture à ferme, tandis que les deux plus petites ont des voûtes d'arêtes à ogives. La nef centrale se termine en deux absides de hauteur différente dont l'origine est probablement deux petites chapelles ouvertes.
Dans l'abside principale se trouvent des fresques remontant à la seconde moitié XIVe siècle attribuées à un maître anonyme au style naïf (disproportion des membres, expression figée des visages, tons rouges et rosés pour les habits).
Les fresques des parois du fond représentent au centre une grande figure du Christ trônant, les saints Pierre et Paul, patrons de l'église à ses côtés.
Sur les parois latérales se trouvent les douze apôtres, tandis que sur le fond bleu de la voûte sont représentés les symboles des Évangélistes.
Le Saint Christophe, situé au-dessus de la petite chapelle du campanile et la peinture de l'arc principal représentant l' Annonciation, sont attribués au même maître.

### Abside mineure
Dans l'abside mineure sont représentés La Nativité, L'Annonciation aux bergers, L'Adoration des rois mages, et La Dormition de la Vierge. Inspirées des Apocryphes bibliques, les scènes représentent La Crèche, La Vierge sur son lit de mort entre les apôtres en prière, Les Anges transportant au ciel le corps de Marie et les Rois mages se rendant auprès de Jésus avec leurs dons. L'œuvre est attribuée à un maître anonyme qui travailla dans les premières décennies du XVe siècle.
Dans la chapelle à la base du campanile, un troisième maître anonyme est l'auteur des fresques de La Vierge à l'Enfant trônant entre saint Pierre et saint Antoine  ;  dans l’intrados apparaissent d'un côté Saint Bernard d'Aoste et de l'autre Sainte Barbe et Sainte Catherine d'Alexandrie.
Le Saint Jacques découvert près de la porte qui menait à l'ancien cimetière, dans la nef de gauche est du même artiste.
Une fresque de Sainte Marie-Madeleine est peinte sur un pilier entre l'abside et la petite abside.
Au cours des premières années du XVIe siècle, un quatrième maître plus modeste est l'auteur du Saint Pierre et d’un cadre avec ‘Saint Sébastien, saint Roch et saint Fabien pape au fond de la petite nef de droite.
La zone du presbytère est délimitée par une balustrade en bois du XVIIe siècle.

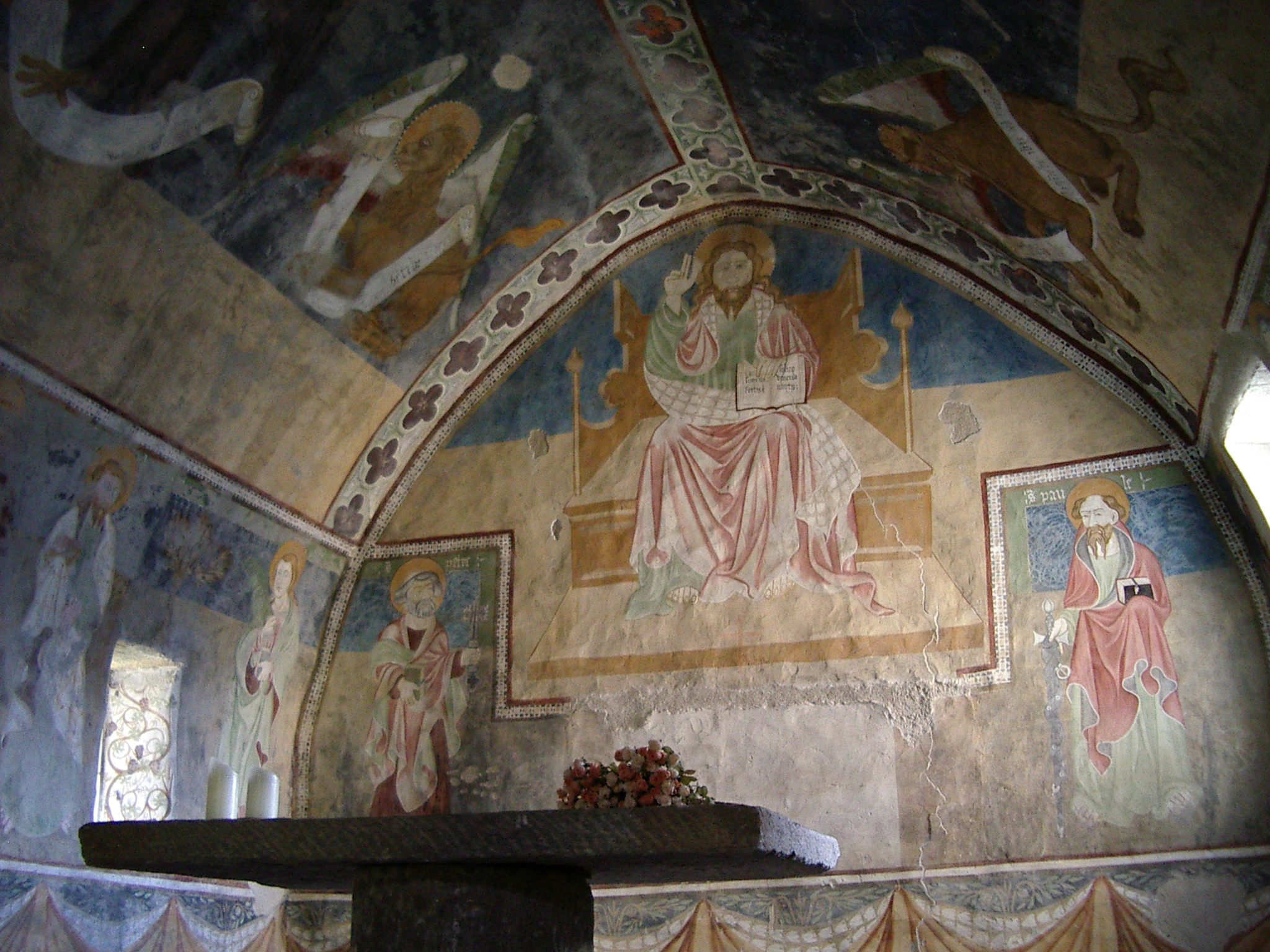
Christ trônant avec les saints Pierre et Paul.
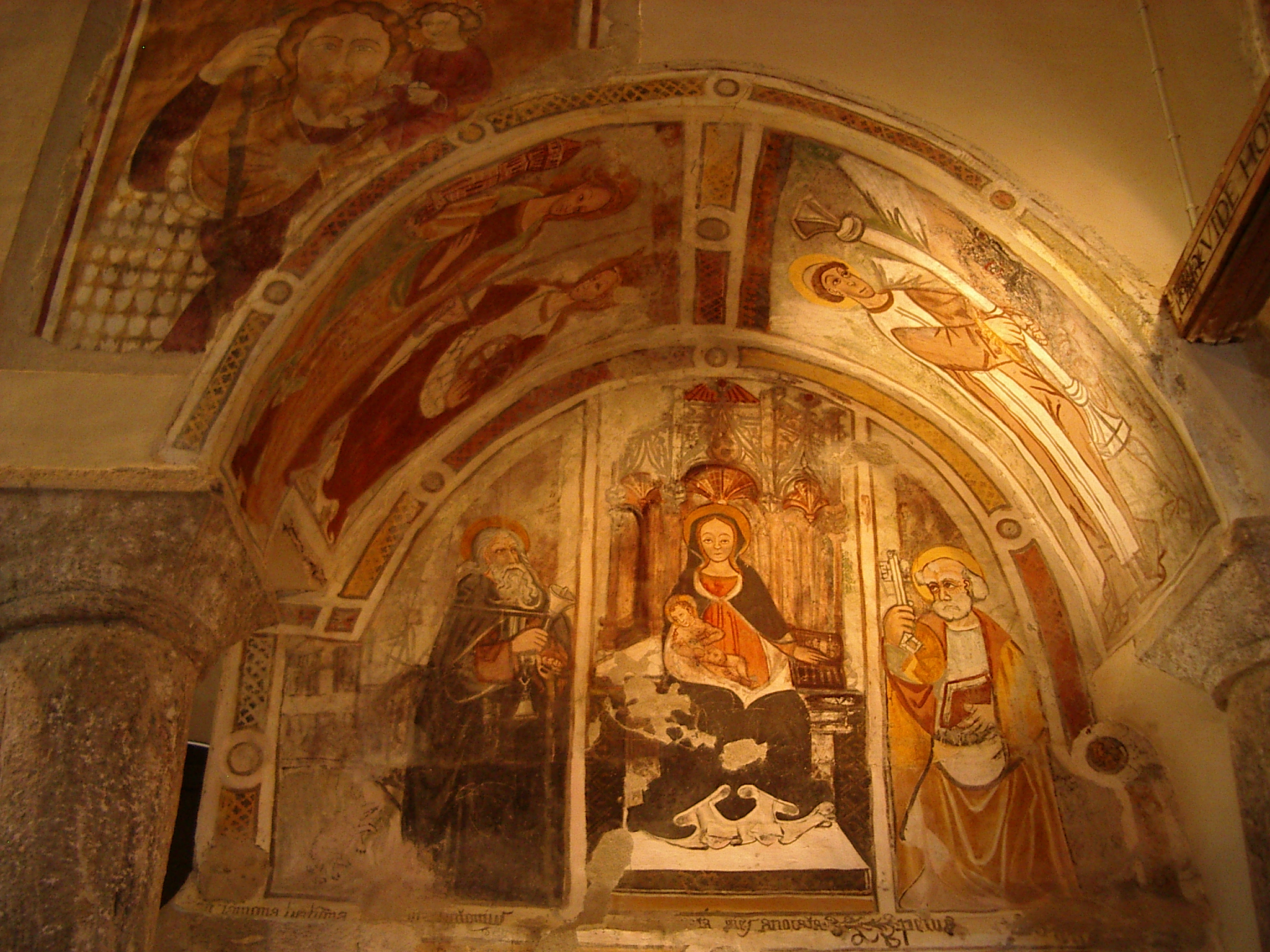
Vierge à l'Enfant avec les saints Pierre et Antoine.
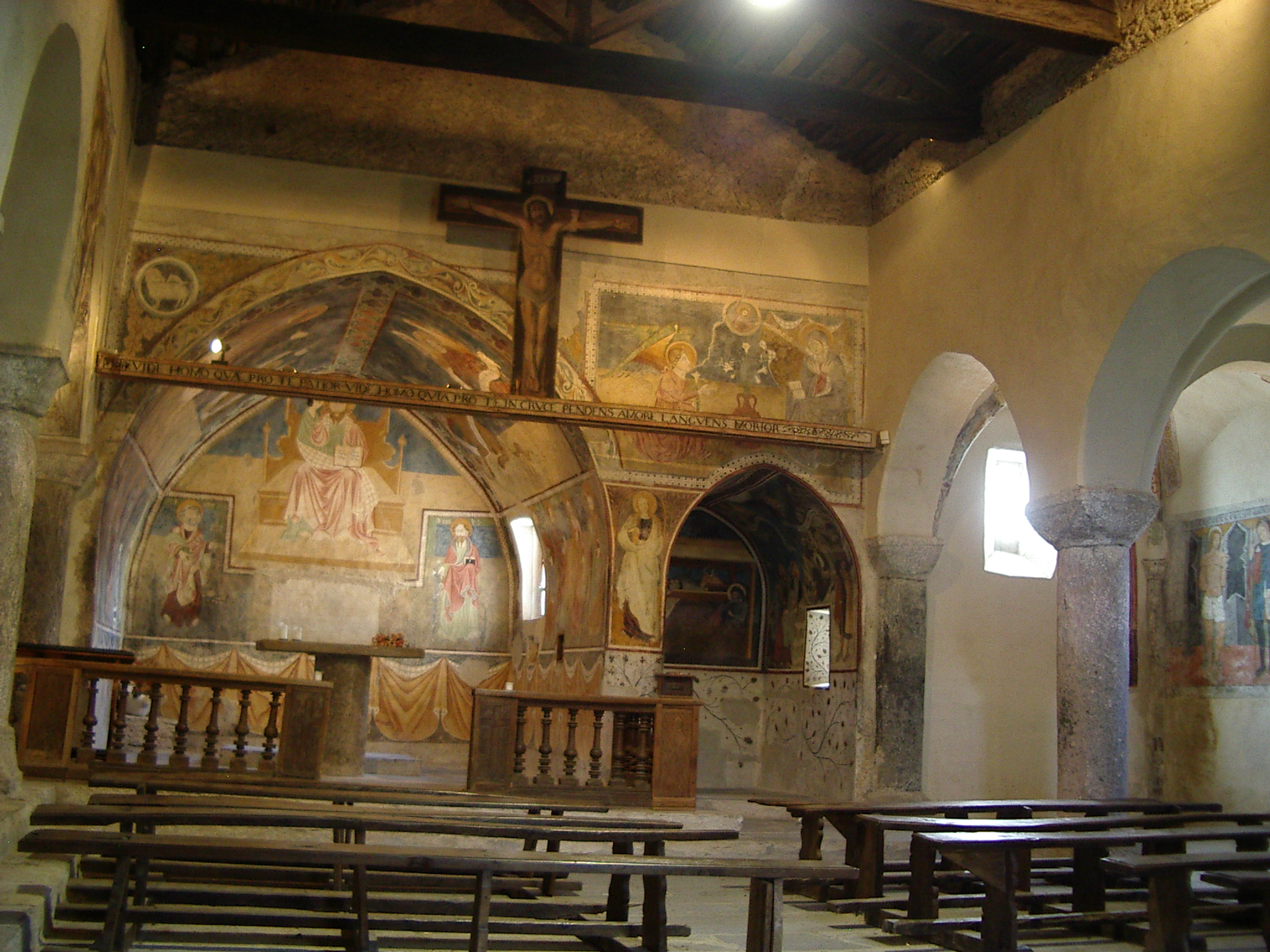
Nef ; abside principale et petite abside latérale.